# La Ferrière-en-Parthenay

La Ferrière-en-Parthenay este o comună în departamentul Deux-Sèvres, Franța. În 2009 avea o populație de 802 de locuitori.